# Astochia sodalis
Astochia sodalis är en tvåvingeart som först beskrevs av Wulp 1899.  Astochia sodalis ingår i släktet Astochia och familjen rovflugor.
Artens utbredningsområde är Sydjemen. Inga underarter finns listade i Catalogue of Life.